# Erwin Schulhoff
Erwin Schulhoff (ur. 8 czerwca 1894 w Pradze, zm. 18 sierpnia 1942 w Wülzburgu) – czeski kompozytor i pianista pochodzenia niemieckiego.

## Życiorys
W latach 1904–1906 uczył się w konserwatorium w Pradze u Jindřicha Kaana i przez krótki czas u Josefa Jiránka. Następnie w latach 1906–1908 kontynuował naukę w Wiedniu u Williego Therna. Od 1908 do 1910 roku uczył się w konserwatorium w Lipsku u Roberta Teichmüllera (fortepian) i Maxa Regera (fortepian). Od 1911 do 1914 roku studiował w konserwatorium w Kolonii u Fritza Steinbacha (kompozycja i dyrygentura), Ewalda Sträßera i Lazzaro Uzielliego. Już podczas studiów otrzymał wyróżnienia za działalność pianistyczną.
Po wybuchu I wojny światowej zmobilizowany do wojska, służył 4 lata w armii austro-węgierskiej. Po zakończeniu wojny mieszkał w Dreźnie, Saarbrücken i Berlinie. Obracał się w kręgach artystycznych, przyjaźnił się z George’em Groszem. W 1923 roku wrócił do Pragi, gdzie prowadził działalność koncertową i uczył gry na fortepianie, w latach 1929–1931 wykładał w konserwatorium. W latach 30. zainteresował się ideologią komunistyczną, w 1933 roku odwiedził Związek Radziecki. W latach 1933–1935 pracownik radia praskiego. Po wybuchu II wojny światowej znalazł się bez środków do życia, próbował przedostać się do ZSRR lub na zachód. Po ataku Niemiec na ZSRR w 1941 roku został aresztowany i zesłany do obozu koncentracyjnego w Wülzburgu w Bawarii, gdzie zmarł na gruźlicę.
Był dalekim kuzynem Juliusa Schulhoffa.

## Twórczość
We wczesnym okresie twórczości znajdował się pod wpływem muzyki romantycznej (Robert Schumann, Johannes Brahms, Antonín Dvořák, Edvard Grieg). W okresie studiów w Niemczech poznał twórczość Regera, Straussa, Skriabina i Debussy’ego, wychodząc poza system dur-moll (modalizmy, współbrzmienia dysonansowe). Podczas pobytu w Berlinie, pod wpływem znajomości z dadaistami i ekspresjonistami, zaczął się posługiwać atonalnym językiem muzycznym. W tym czasie zainteresował się także jazzem. Po powrocie do Czech zaczął tworzyć w stylistyce neoklasycznej, podejmując się klasycznych gatunków muzycznych (symfonia, koncert) i operując klasyczną orkiestracją. Interesował się także muzyką mikrotonową, był cenionym wykonawcą na fortepianie ćwierćtonowym. W latach 30. w utworach Schulhoffa pojawiły się odniesienia do ideologii komunistycznej.

## Ważniejsze kompozycje
(na podstawie materiałów źródłowych)

### Utwory orkiestrowe
- 8 symfonii (I 1925, II 1932, III 1935, IV na baryton i orkiestrę 1936–1937, V 1938, VI „Symfonia Pokoju” na chór i orkiestrę 1940–1941, VII 1941 niedokończona, VIII 1942 niedokończona)
- 32 Variationen über ein achttaktiges eigenes Thema (1914)
- 2 koncerty fortepianowe (I 1914, II 1923)
- Suita na orkiestrę kameralną (1921)
- koncert podwójny na flet i fortepian (1927)

### Utwory kameralne
- Wariacje na skrzypce, wiolonczelę i fortepian (1910)
- Suita na skrzypce i fortepian (1911)
- Sonata na wiolonczelę (1914)
- Kwintet smyczkowy G-dur (1918)
- Bass Nightingale na kontrabas (1922)
- Kwartet smyczkowy (1924)
- Concertino na flet, altówkę i kontrabas (1925)
- Divertissement na obój, klarnet i fagot (1926)
- Sonata na flet i fortepian (1927)
- Hot-Sonate na saksofon altowy i fortepian (1930)

### Utwory fortepianowe
- Sonata (1912)
- Impressionen (1914)
- 3 preludia i 3 fugi (1915)
- 5 Grotesken (1917)
- Sonata (1918)
- 5 Burlesken (1918)
- 11 inwencji (1921)
- Ragmusik (1922)
- Partita jazzowa (1922)
- Sonata nr 1 (1924)
- 5 études de jazz (1926)
- Esquisses de jazz (1927)
- Suite dansante de jazz (1931)

### Utwory wokalno-instrumentalne
- Landschaften na mezzosopran i orkiestrę (1918–1919)
- Menschheit na alt i orkiestrę (1919)
- Serious Songs na baryton, 4 instrumenty dęte i perkusję (1922)
- oratorium jazzowe H.M.S. Royal Oak na narratora, głos jazzowy, chór mieszany i orkiestrę jazzową do słów Otto Rombacha(inne języki) (1930)
- oratorium Das Manifest na 4 głosy, chór chłopięcy, chór mieszany i orkiestrę dętą do słów Manifestu komunistycznego Fryderyka Engelsa i Karola Marksa (1932)

### Utwory sceniczne
- balet-oratorium Ogelala, libretto Karel Josef Beneš według Brasseura de Bourbourg (1922–1924, wyst. Dessau 1925)
- balet-groteska Náměsíčná (1925, wyst. Oxford 1931)
- Le bourgeois gentilhomme, muzyka do sztuki Moliera (1926)
- opera Plameny, libretto Karel Josef Beneš (1929, wyst. Brno 1932)